# Маскота
Мирослав Петков, по-известен като Mascota, e български музикант, продуцент и диджей. Роден е на 5 декември 1980 в Силистра. Още от 10-годишна възраст се увлича по музиката. Завършва Детска музикална школа в класа по флейта на Детелина Георгиева паралелно с обучението си в ПГМТ „Владимир Комаров“. Дипломира се от Техническия университет със специалност Машинен инженер.
Професионално като диджей стартира своята кариера през 2001 г. Тогава прави и своите първи стъпки в клубната музика, запален по трайбъл и тек хаус. Носител на наградата Диджей на годината за 2012 г. от awards.bg. През юли 2013 г. издава дебютното си парче „Under My Skin“ с вокалистката Веселина Попова.